# Rudolf Turkey
Rudolf Turkey (ルドルフ・ターキー, Rudolph Turkey) est un seinen manga de Hiroko Nagakura, prépublié entre octobre 2012 et décembre 2017 dans le magazine Harta, anciennement Fellows! et publié par l'éditeur Enterbrain en volumes reliés depuis mai 2013. La version française est éditée par Komikku Éditions dès octobre 2014.

## Synopsis
États-Unis, années 1950. La métropole de Gond Land est un paradis de débauche où les plus riches font la loi et où l'adjoint au maire, Rudolf Turkey, a autant de puissance et de richesse que d'ennemis, du dealer au patron de casino, en passant par le mafieux et la prostituée.

## Personnages
Rudolf Turkey
Anti-héros et personnage principal, c'est l'adjoint au maire de la métropole de Gond Land. 29 ans, blond, grand, les yeux bleus, beau gosse, vêtu d'un costume rouge et noir, il fume constamment un cigare avec dédain. Immensément riche, puissant, il est arrogant et insolent et s'avère être un expert du corps à corps. Il aime les femmes (il est d'ailleurs assez volage), l'argent et a pour principe de ne jamais "bosser à l'œil" (il déteste le bénévolat). Supérieur de Momoko et d'Aigue-Marine, ami de (trop à son goût) longue date de Vermelho et de Pale, il est fou amoureux de Lapin pour qui il est prêt à tout et a d'innombrables ennemis. Il était boxeur amateur à la faculté. Il sait cuisiner et se servir d'une arme au besoin.
Momoko Kamogawa
Secrétaire en chef de Rudolf et collègue d'Aigue-Marine. 22 ans, d'apparence juvénile du fait de son origine japonaise, petite et plate de poitrine, elle a de longs cheveux noirs qu'elle porte attachés ainsi que des yeux marron. Elle n'hésite pas à dire ce qu'elle pense à son boss de ses méthodes, qu'elle désapprouve souvent, mais elle lui est tout de même dévouée et en est secrètement amoureuse. Elle supporte bien l'alcool, contrairement à Aigue-Marine. Elle a fait ses études dans une université américaine avant d'être recrutée comme première secrétaire et est aussi douée pour les arts martiaux que pour le traitement d'informations. Sa mère, Sakurako Kamogawa, est la dirigeante d'une puissante famille de yakuzas. Amie avec Lapin depuis qu'elle l'a secourue, elle préfère sacrifier ses sentiments amoureux au profit du "couple". Elle déteste être traité de "gamine" ou que l'on fasse des remarques sur son physique.
Aigue-Marine
Secrétaire de Rudolf et collègue de Momoko. Environ 19 ans, grand dadais à l'air un peu gauche, il a les cheveux châtains dont une mèche cache un de ses yeux marron clair ainsi qu'une partie de son visage ravagée par de l'acide sulfurique qu'il a reçu à la place de Rudolf. Il a deux personnalités totalement différentes : la première est maladroite, enfantine, tandis que la deuxième est capable de tuer de sang-froid. Néanmoins, les deux sont fidèles à Rudolf. Son côté obscur apparaît lorsqu'il est saoul et son nom (donné par Rudolf) est tiré d'une pierre précieuse qui symbolise la jeunesse, l'espoir, l'innocence, la pureté et qui donne de l'assurance. C'était un petit voyou orphelin et sans nom jusqu'à ce qu'il tente, dix ans auparavant, de voler la mallette de Rudolf, ce qui l'amena à être recueilli par ce dernier sur un coup de tête. Ayant reçu une formation spéciale au combat, il manie aussi bien les armes légères que les chars d'assaut. Il trahit Rudolf en lui tirant dessus.
Lapin Cornu
Tenancière du bar Cat Walk et « cible » de Rudolf. Belle blonde à forte poitrine, aux cheveux courts et aux yeux verts, elle a deux grains de beauté : un sous son œil gauche et un autre sur le côté gauche de sa bouche. Courtisée sans arrêt par Rudolf, elle le repousse sans cesse, connaissant son comportement volage et voulant conserver son indépendance. Son nom est tiré du Jackalope, créature du folklore américain qui a la forme d'un lapin à cornes, que l'on voit mais qu'on n'arrive pas à attraper. Elle est Américaine mais son père est français. Elle a hérité du bar de sa mère trois ans avant l'histoire et a rencontré Rudolf peu après. Malgré le fait qu'elle repousse à tout bout de champ les avances du maire adjoint, elle n'est pas insensible à son charme.
Pale Python
Inspecteur de la police de New York et ami d'enfance de Rudolf ainsi que de Vermelho. 29 ans, maigre, grand, yeux gris et cheveux blonds gominés, il est sadique et tripatouille des cadavres sans ressentir le moindre dégoût. Toujours souriant, il ne sait absolument pas se battre mais compense son manque de force physique par ses capacités d'observation et d'analyse sans commune mesure. Il fume des cigarettes et il est aussi volage que Rudolf, même s'il semble intéressé en la personne de Momoko et qu'il semble avoir été en couple à New York. Il n'hésite pas à avoir recours à la torture physique pour obtenir des informations.
Vermelho Wolf
Inspecteur de la police de New York et ami d'enfance de Rudolf et de Pale, duquel il est l'acolyte. 30 ans, costaud, grand, yeux et cheveux noirs, il porte une barbichette et des rouflaquettes. Expert au corps à corps, il aime se battre, a tout le temps faim et fume. Pas très futé, il a une force à toute épreuve surtout dans les jambes, ce qu'il apprendra à améliorer en maîtrisant la capoeira. Son père est Brésilien.
Huang Li
Boss de la Triade Hongmen, mafia chinoise. Il refuse de fournir de l'aide à sa collègue, grassement payé par Pale.
Xiao Li
"Tête de dragon", c'est-à-dire chef, de la Triade Hongmen. Elle est à l'origine de l'enlèvement de Lapin.
James Kingfisher
Propriétaire de casinos et d'hôtels.
Snail
Patron de casinos qui a attenté à la vie de Rudolf et de Kingfisher. Il finit à moitié enterré vivant par Aigue-Marine sur ordre de Rudolf.
Meyer Lobster
Dealer se faisant arrêter grâce à Rudolf, Pale et Vermelho.
Kôra
Clan rival économique du clan Kamogawa.
Sakurako Kamogawa
Veuve et mère de Momoko, c'est la dirigeante de la famille de yakuzas Kamogawa.
Kyûtaro
Dit "Kyû", c'est l'homme de main le plus fort de la famille Kamogawa. Il a été le maître d'arts martiaux de Momoko. D'apparence gauche et tête-en-l'air, il est très protecteur envers Sakurako.
Kelly
Nièce du patron d'un cabaret de travestis.
Tuxedo Cat
Membre de la famille mafieuse Big Cat.
Mademoiselle Hummingbird
Amie de Lapin, elle est diva au sud de Gondland. Elle a un faible pour Gil Goat.
Mademoiselle Leopard
Amie de Lapin, c'est la plus belle danseuse du nord de la ville et elle est intéressée par Pale. Son défunt mari était militaire.
Mademoiselle Swan
Amie de Lapin, c'est l'homologue de l'est de mademoiselle Leopard. Elle en pince pour Aigue-Marine, qu'elle tentera de déniaiser (sans succès).
Benjamin Bear
Mafieux et ennemi de Rudolf, il veut l'éliminer pour devenir maire, poste supérieur à son père et à son grand-père qu'il considérait presque comme des dieux étant enfant.
John Turkey
Maire actuel de Gondland et père de Rudolf. Son caractère est aux antipodes de ceux de son fils. Il ne peut s'empêcher de recueillir toutes les âmes dans le besoin, animaux comme humains. La demeure familiale des Turkey est donc remplie de domestiques reconnaissants et d'animaux de toutes races : chiens, chats, oiseaux... John est méprisé par son fils à cause de son caractère. Il porte une confiance aveugle à Gil et fâche souvent sa femme.
Jenny Pigeon
Ancienne fiancée de Rudolf, c'est la fille de la seconde famille la plus riche de Gondland. Partie il y a sept ans, elle revient dès que Rudolf fait entendre qu'il convoite la place de maire. Elle considère Lapin comme sa rivale et n'hésite pas à fomenter des ruses pour la tourmenter.
Gil Goat
Secrétaire de la mairie de GondLand. Il veut que Rudolf soit le prochain maire et initie pour cela un entraînement intensif des proches de Rudolf (Vermelho, Pale, Momoko, Aigue-Marine). Il trahit Rudolf et s'avère être le boss mafieux en voulant à la vie de Rudolf. C'est lui qui a envoyé Aigue-Marine enfant au maire adjoint.

## Liste des volumes
| no | Japonais        | Japonais          | Français        | Français          |
| no | Date de sortie  | ISBN              | Date de sortie  | ISBN              |
| -- | --------------- | ----------------- | --------------- | ----------------- |
| 1  | 15 mai 2013     | 978-4-04-728928-4 | 9 octobre 2014  | 979-10-91610-72-8 |
| 2  | 15 octobre 2013 | 978-4-04-729223-9 | 8 janvier 2015  | 979-10-91610-85-8 |
| 3  | 11 août 2014    | 978-4-04-729852-1 | 9 avril 2015    | 978-2-37287-007-8 |
| 4  | 15 juillet 2015 | 978-4-04-730610-3 | 29 octobre 2015 | 978-2-37287-053-5 |
| 5  | 14 mai 2016     | 978-4-04-734134-0 | 27 octobre 2016 | 978-2-37287-151-8 |
| 6  | 15 février 2017 | 978-4-04-734412-9 |                 |                   |

## Réception
En France, pour Coyote magazine, « Hiroko Nakagura façonne ici un univers limite old school à partir de ses influences comics et d'un encrage vraiment soigné, clé de voûte de son dessin hyper agréable et diablement efficace ». Selon AnimeLand, « si ce titre ne fait pas dans la dentelle, il réserve un sacré bon moment de lecture, nous plongeant dans une atmosphère de western et autres coups fourrés des films noirs mais avec le ton et l'énergie d'un seinen ».

### Édition japonaise
Enterbrain
1. 1 2  (ja) « Tome 1 ».
2. 1 2  (ja) « Tome 2 ».
3. 1 2  (ja) « Tome 3 ».
4. 1 2  (ja) « Tome 4 ».
5. 1 2  (ja) « Tome 5 ».
6. 1 2  (ja) « Tome 6 ».

### Édition française
Komikku Éditions
1. 1 2  (fr) « Tome 1 », sur manga-news.com.
2. 1 2  (fr) « Tome 2 », sur manga-news.com.
3. 1 2  (fr) « Tome 3 », sur manga-news.com.
4. 1 2  (fr) « Tome 4 », sur manga-news.com.
5. 1 2  (fr) « Tome 5 », sur manga-news.com.